# Elecciones generales de Honduras de 1971
Las elecciones generales de Honduras de 1971, se realizaron el domingo 28 de marzo de 1971. Iban encaminadas a ser las primeras elecciones democráticas de la República de Honduras, desde 1963 cuando las Fuerzas Armadas tomaron el control del poder en el país centroamericano. En estas elecciones se elegirán: 
- Presidente de Honduras: Jefe de Estado de Honduras que ejercerá las funciones de dirección del Poder Ejecutivo de Honduras por mandato del pueblo.
- 64 diputados al Congreso de Honduras.
- 298 alcaldes y 298 vicealcaldes, así como 2092 regidores.

De acuerdo a datos del Registro Nacional de las Personas (RNP), existen  900 658 hondureños inscritos en el padrón de votantes.

## Antecedente
El general de aviación Oswaldo López Arellano había ascendido a la administración de Honduras en 1963 derrocando al entonces presidente constitucional de Honduras doctor Ramón Villeda Morales, anteriormente las elecciones generales para elegir presidente estaban programadas para el mismo año de 1963, en donde el candidato oficial del Partido Liberal de Honduras era el carismático doctor Modesto Rodas Alvarado a quien las encuestas y amplias mayorías de población trabajadora se inclinaba a votar; el candidato por el opositor Partido Nacional de Honduras era el expresidente Tiburcio Carias Andino fuerte figura dentro de la oposición y cuyo peso se haría notar al declarar manifiestamente que las Fuerzas Armadas se habían creado dentro de un gobierno conservador; por consiguiente, el general López Arellano que ya había participado dentro de la Junta Militar de Honduras 1956-1957 se vio tentado por tomar las riendas del país centroamericano. En la década de los años setenta López Arellano se vio obligado a dejar la presidencia para tal efecto, señaló elecciones generales presidenciales para 1971.

## Candidato ganador
El tegucigalpense, abogado Ramón Ernesto Cruz candidato del Partido Nacional de Honduras, fue elegido por el pueblo como el nuevo Presidente constitucional de la República de Honduras. El candidato del Partido Liberal de Honduras el copaneco licenciado Jorge Bueso Arias no contó con la participación de un buen número de liberales vinculados al “movimiento Rodista” los cuales se abstuvieron de ir a las urnas alcanzando un 32% de población.

## Golpe de Estado
En 1972, el general de aviación Oswaldo López Arellano derrocaría al presidente electo.   